# ボニーレイク (ワシントン州)
ボニーレイク（Bonney Lake）は、アメリカ合衆国ワシントン州ピアース郡の都市である。人口は2万2487人（2020年）。シアトルの南東50キロメートルに位置している。

## 地理・気候
北緯47度11分13秒、西経122度10分12秒に位置している。
アメリカ合衆国統計局によると、総面積14.3 km2 (5.5 mi2) である。このうち14.1 km2 (5.4 mi2) が陸地であり、0.2 km2 (0.1 mi2) (1.27%) が水地である。
- 山:
- 河川:
- その他:

## 人口
2000年国勢調査では、人口9,687人、3,266世帯、2,583家族が暮らしている。人口密度は687.5/km2 (1,780.9/mi2) である。3,404/km2 (241.6/mi2) の平均的な密度に軒の住宅が建っている。この都市の人種的な構成は白人94.08%、アフリカン・アメリカン0.60%、ネイティブ・アメリカン1.02%、アジア1.27%、太平洋諸島系0.07%、その他の人種0.62%、混血2.33%である。この人口の3.08%はヒスパニックまたはラテン系である。
全世帯のうち、18歳未満の子供と同居している世帯が47.3%、夫婦のみの世帯が63.7%、未婚女性の世帯が9.2%であり、20.9%は家族を持たない。個人名義の世帯主が13.6%、そのうち65歳以上が2.4%である。世帯ごとの平均人数は2.96人、家族ごとの平均人数は3.26人である。
18歳未満の未成年が32.0%、18歳以上24歳以下が7.3%、25歳以上44歳以下が35.7%、45歳以上64歳以下が20.3%、65歳以上が4.6%、平均年齢は33歳である。女性100人に対して男性は106.5人である。18歳以上の女性100人に対して男性は107.0人である。
この都市の世帯ごとの平均的な収入は60,282 USドルであり、家族ごとの平均的な収入は62,644 USドルである。男性は46,813 USドルに対して女性は31,837 USドルの平均的な収入がある。この都市の一人当たりの収入 (per capita income) は21,371 USドルである。人口の3.0%及び家族の4.0%は貧困線以下である。全人口のうち18歳未満の3.8%及び65歳以上の5.3%は貧困線以下の生活を送っている。